# Liste der Baudenkmäler in Oberleichtersbach
Auf dieser Seite sind die Baudenkmäler in der unterfränkischen Gemeinde Oberleichtersbach zusammengestellt. Diese Tabelle ist eine Teilliste der Liste der Baudenkmäler in Bayern. Grundlage ist die Bayerische Denkmalliste, die auf Basis des Bayerischen Denkmalschutzgesetzes vom 1. Oktober 1973 erstmals erstellt wurde und seither durch das Bayerische Landesamt für Denkmalpflege geführt wird. Die folgenden Angaben ersetzen nicht die rechtsverbindliche Auskunft der Denkmalschutzbehörde.

## Baudenkmäler nach Ortsteilen

### Oberleichtersbach
| Lage | Objekt                                        | Beschreibung | Akten-Nr.     | Bild           |
| --- | --------------------------------------------- | --- | ------------- | -------------- |
| Am Kirchberg 1 (Standort)                                                                               | Ehemaliger Pfarrhof: Pfarrhaus                | Zweigeschossiger Fachwerkbau mit massivem Sockel, östlichem Anbau und Satteldach, bezeichnet „1669“ | D-6-72-138-1  | weitere Bilder |
| Am Kirchberg (Standort)                                                                                 | Ehemaliger Pfarrhof: Pforte                   | Mit gesprengter Segmentgiebelbedachung und Wappenkartusche, Sandstein, bezeichnet „1669“ | D-6-72-138-1  | weitere Bilder |
| Pfarrer-Schacht-Straße (Standort)                                                                       | Ehemaliger Pfarrhof: Heiligenhäuschen         | Massivbau mit Rundbogennische, ornamentierten Pilastern und Satteldach, darin Relief der Marienkrönung, Sandstein, bezeichnet „1749“                                                                                   | D-6-72-138-1  | weitere Bilder |
| Pfarrer-Schacht-Straße (Standort)                                                                       | Ehemaliger Pfarrhof: Reste der Pfarrhofmauer  | Bruchsteinmauerwerk, wohl 17. Jahrhundert | D-6-72-138-1  | weitere Bilder |
| Pfarrer-Schacht-Straße, auf der Südostecke der teilweise erneuerten Pfarrhofmauer aufsitzend (Standort) | Ehemaliger Pfarrhof: Lilienkreuz              | wohl ehemaliges Giebelkreuz der früheren romanischen Kirche, Sandstein, wohl 12. Jahrhundert | D-6-72-138-1  | weitere Bilder |
| Am Kirchberg 3 (Standort)                                                                               | Katholische Pfarrkirche St. Petrus und Paulus | Saalbau mit Satteldach und dreigeschossigem Westturm mit romanischem Untergeschoss, sowie Dachreiter über dem Chor, 17. Jahrhundert; mit Ausstattung                                                                   | D-6-72-138-2  | weitere Bilder |
| Nähe Am Kirchberg (Standort)                                                                            | Friedhofsmauer                                | Haustein- bzw. Bruchsteinmauerwerk, wohl 18. Jahrhundert | D-6-72-138-2  | weitere Bilder |
| Nähe Am Kirchberg (Standort)                                                                            | Kreuzigungsgruppe                             | | D-6-72-138-2  | weitere Bilder |
| Binsweg (Standort)                                                                                      | Kreuzdachbildstock                            | Kreuzdachhaus mit Reliefdarstellungen von Tatzenkreuz auf Hügel, IHS-Monogramm sowie Blumenornament, auf Rundsäule über Postament mit Inschrift auf Basisblock, Sandstein, bezeichnet „1740“                           | D-6-72-138-9  | BW             |
| Erlenbusch (Standort)                                                                                   | Kreuzdachbildstock                            | Kreuzdachhaus mit IHS-Monogramm als Relief und modernem Schutzmantelmadonnenrelief in Bildnische, auf Rundsäule über Postament, auf Basisblock, Sandstein, bezeichnet „1777“                                           | D-6-72-138-7  | weitere Bilder |
| Gartenstraße 1 (Standort)                                                                               | Kreuzdachbildstock                            | Kreuzdachhaus mit Marienrelief, auf Rundsäule über Postament mit Inschrift, auf Basisblock, Sandstein, 1722 | D-6-72-138-12 | weitere Bilder |
| Gartenstraße 1 (Standort)                                                                               | Heiligenhäuschen                              | Massivbau mit barocker Portalfront, Bogenaufsatz mit IHS Monogramm, flankiert von Kugelkonsolen, Sandstein, 1779 | D-6-72-138-4  | weitere Bilder |
| Josef-Helfrich-Straße (Standort)                                                                        | Kreuzdachbildstock                            | Kreuzdachhaus mit Reliefdarstellungen von Kleeblattkreuz, IHS-Monogramm mit Herz, Blütenornament sowie leere Bildnische, auf Rundsäule über Postament von 1837 mit Inschrift, Sandstein, bezeichnet „1689“             | D-6-72-138-8  | BW             |
| Lindenstraße 12 (Standort)                                                                              | Heiligenhäuschen                              | Massivbau mit Rundbogennische und Satteldach, Hausteinmauerwerk, im Inneren hölzerne Marienfigur, Sandstein, 1779 | D-6-72-138-3  | weitere Bilder |
| Lindenstraße 36 (Standort)                                                                              | Heiligenhäuschen                              | Massivbau mit Satteldach, Rundbogennische und mit Vasenreliefs ornamentierten Pilastern, Sandstein, bezeichnet „1763“                                                                                                  | D-6-72-138-5  | weitere Bilder |
| Mettermichstraße 6 (Standort)                                                                           | Kreuzdachbildstock                            | Kreuzdachhaus mit Reliefdarstellungen von IHS Monogramm mit Kreuz, lateinisches Kreuz auf dem Hügel sowie leerer Rundbogennische, auf Rundsäule über Postament, Sandstein, 17./18. Jahrhundert                         | D-6-72-138-6  | BW             |
| Nähe Schindsweg (Standort)                                                                              | Kreuzdachbildstock                            | Kreuzdachhaus mit IHS-Monogramm als Relief, zwei leeren Bildnischen, eine mit modernem Relief der Kreuzabnahme, auf Rundsäule über Postament mit Inschrift, auf Basisblock mit Inschrift, Sandstein, bezeichnet „1862“ | D-6-72-138-11 | BW             |
| Pfaffenrain (Standort)                                                                                  | Bergkapelle                                   | Massivbau mit vorgesetztem Turm mit Zwiebelhaube auf dem Kalvarienberg, 1934–35 | D-6-72-138-10 | BW             |
| Pfaffenrain ()                                                                                          | Kreuzwegstationen                             | Reliefs in Ädikulen auf kannelierten Säulen, Gusseisen, neugotisch, um 1865; nicht nachqualifiziert, im Bayerischen Denkmal-Atlas nicht kartiert                                                                       | D-6-72-138-42 |                |

### Breitenbach
| Lage                                                    | Objekt                                   | Beschreibung | Akten-Nr.     | Bild           |
| ------------------------------------------------------- | ---------------------------------------- | --- | ------------- | -------------- |
| Heiligenstock (Standort)                                | Kreuzdachbildstock                       | Kreuzdachhaus mit Reliefdarstellungen von Tatzenkreuz, IHS-Monogramm, Monstranz mit Kelch und leerer Bildnische, auf Rundsäule mit Lilienreleif, über ornamentiertem Postament mit Inschrift, auf Basisblock, Sandstein, bezeichnet „1745“ | D-6-72-138-41 | BW             |
| Kirchstraße 8, 10 (Standort)                            | Einfriedung                              | Sandsteinplattenzaun entlang eines Fußpfades, 19. Jahrhundert | D-6-72-138-40 | BW             |
| Kirchstraße 9 (Standort)                                | Wegkreuz                                 | Kruzifix auf Postament mit Inschrift und trauernder Muttergottes-Statue, Sandstein, bezeichnet „1807“ | D-6-72-138-13 | weitere Bilder |
| Kirchstraße 12 (Standort)                               | Kreuzdachbildstock                       | Kreuzdachhaus mit zwei leeren Bildnischen und Reliefdarstellungen von Passionskreuz auf Hügel und IHS-Monogramm, auf Rundsäule über Postament mit Inschrift, auf Basisblock, Sandstein, bezeichnet „1646“                                  | D-6-72-138-14 | BW             |
| Kirchstraße 13 (Standort)                               | Katholische Filialkirche Heilige Familie | Saalbau mit eingezogenem Chor, Satteldach, südlichem Fassadenturm mit Spitzhelm und Ölberggruppe an der Westseite, neugotisch, bezeichnet „1905“; mit Ausstattung                                                                          | D-6-72-138-15 | weitere Bilder |
| Kirchstraße 13, auf der Westseite der Kirche (Standort) | Ölberggruppe                             | | D-6-72-138-15 | weitere Bilder |
| Kirchstraße 13 (Standort)                               | Kirchhofmauer                            | Hausteinmauerwerk, wohl um 1905 | D-6-72-138-15 | weitere Bilder |
| Kirchstraße 13 (Standort)                               | Friedhofskreuz                           | Kruzifix auf Tischsockel, Sandstein, um 1900 | D-6-72-138-15 | weitere Bilder |
| Kirchstraße 13 (Standort)                               | Drei Grabmäler                           | historistisch, 1877, 1884 und 1928 | D-6-72-138-15 | weitere Bilder |
| Ringstraße (Standort)                                   | Heiligenhäuschen                         | Massivbau mit Satteldach und Rundbogennische, im Inneren altarähnlicher Aufbau, 19. Jahrhundert | D-6-72-138-17 | weitere Bilder |
| Ringstraße 7 (Standort)                                 | Heiligenhäuschen                         | Massivbau mit Satteldach, abgefasten Ecken, im Giebel IHS-Relief mit Kreuz, im Inneren altarähnlicher Aufbau, 1911–1912 | D-6-72-138-16 | BW             |

### Dreistelz
| Lage                 | Objekt      | Beschreibung | Akten-Nr.     | Bild           |
| -------------------- | ----------- | --- | ------------- | -------------- |
| Berg (Standort)      | Mariensäule | Figur einer Maria Immaculata auf achtkantiger Säule über Vierkantsockel mit Inschrift, neugotisch, Sandstein, davor sieben Antrittsstufen, Sandstein, bezeichnet „1854“ | D-6-72-138-19 | BW             |
| Dreistelz (Standort) | Wegkreuz    | Kruzifix auf Tischsockel mit Inschriftenkartusche, Sandstein, bezeichnet „1902“                                                                                         | D-6-72-138-20 | weitere Bilder |

### Mitgenfeld
| Lage                             | Objekt                               | Beschreibung | Akten-Nr.     | Bild           |
| -------------------------------- | ------------------------------------ | --- | ------------- | -------------- |
| Alter Schlag (Standort)          | Flurkreuz, sogenanntes Schwedenkreuz | Grob gehauenes Steinkreuz mit Inschrift, Sandstein, bezeichnet „1628“; nicht nachqualifiziert, im Bayerischen Denkmal-Atlas nicht kartiert                                                   | D-6-72-138-27 | BW             |
| Andreas-Muth-Straße (Standort)   | Wegkreuz                             | Kruzifix auf Postament mit Inschrift, Sandstein, bezeichnet „1865“ | D-6-72-138-23 | weitere Bilder |
| Andreas-Muth-Straße 6 (Standort) | Bildstock                            | Tafelaufsatz mit Rundbogenabschluss und Kreuzigungsszene mit Assistenzfiguren, auf Rundsäule mit Pflanzenornament über Postament mit Inschrift, auf Basisblock, Sandstein, bezeichnet „1771“ | D-6-72-138-21 | BW             |
| Denkmalstraße 1 (Standort)       | Bildstock                            | Tafelaufsatz mit Eselsrückenabschluss und Kreuzigungsszene, auf Rundsäule über Postament mit Inschrift, auf Trogsockel mit Inschriftenkartusche, Sandstein, bezeichnet „1753“                | D-6-72-138-22 | weitere Bilder |
| Denkmalstraße 3 (Standort)       | Bildstock                            | Aufsatz mit Rundbogendach und vier Flachnischen, darin Reliefs von IHS-Monogramm und Monstranz, auf Rundsäule mit Basisplatte, Sandstein, 18. Jahrhundert                                    | D-6-72-138-24 | weitere Bilder |
| Straßfeld (Standort)             | Bildstock                            | Tafelaufsatz mit Rundbogenabschluss und Kreuzigungsszene, auf Rundsäule mit ionischem Kapitell und Weintraube, auf Postament mit Inschrift, Sandstein, 18. Jahrhundert                       | D-6-72-138-26 | weitere Bilder |
| Straßfeld (Standort)             | Heiligenhäuschen                     | Massivbau mit Satteldach und Rundbogenzugang, im Inneren mit altarähnlichem Aufbau, wohl erste Hälfte 20. Jahrhundert                                                                        | D-6-72-138-25 | weitere Bilder |

### Modlos
| Lage                           | Objekt                                 | Beschreibung | Akten-Nr.     | Bild           |
| ------------------------------ | -------------------------------------- | --- | ------------- | -------------- |
| Berg (Standort)                | Bildstock                              | Rundbogenaufsatz auf Vierkantpfeiler mit Rechtecksockel auf Basisblock mit Inschrift, Sandstein, bezeichnet 1878                                                                  | D-6-72-138-33 | BW             |
| Bergstraße (Standort)          | Bildstock                              | Barocker Tafelaufsatz mit abgetrepptem Rundbogenabschluss und Reliefdarstellung der Kreuzigung, auf Rundbogensäule mit Muschelkapitell über Sockel, Sandstein, bezeichnet „1742“  | D-6-72-138-35 | BW             |
| Bergstraße (Standort)          | Wegkreuz, sogenanntes Steinernes Kreuz | Kruzifix auf Sandsteinsockel mit Inschrift, Corpus aus Gusseisen, wohl jünger, bezeichnet „1768“                                                                                  | D-6-72-138-34 | BW             |
| Grüner Hof (Standort)          | Wegkapelle                             | Kleiner Massivbau aus Sandsteinquadermauerwerk, mit Rundbogenzugang und Satteldach, im Inneren gemauerter Altartisch, im Kern um 1750                                             | D-6-72-138-32 | weitere Bilder |
| Kirchweg (Standort)            | Kreuzdachbildstock                     | Kreuzdachhaus mit Reliefdarstellungen von IHS und Marienmonogramm, Gekreuzigter und Heilige Barbara, auf Rundsäule über Postament mit Inschrift, Sandstein, bezeichnet „16..“ (?) | D-6-72-138-31 | weitere Bilder |
| Nähe Zeughausstraße (Standort) | Wegkreuz                               | Kruzifix auf Postament mit Inschrift, Sandstein und Gusseisen, wohl 18./19. Jahrhundert                                                                                           | D-6-72-138-28 | weitere Bilder |
| Sandgrubenweg 1 (Standort)     | Friedhofskreuz                         | Kruzifix auf Tischsockel mit Inschrift, Sandstein, bezeichnet „1730“ | D-6-72-138-30 | weitere Bilder |
| Zum Dreistelzberg 2 (Standort) | Wegkreuz                               | Kruzifix auf Tischsockel mit Inschrift, Sandstein, bezeichnet „1860“ | D-6-72-138-29 | weitere Bilder |

### Unterleichtersbach
| Lage                                                                                 | Objekt                                                                   | Beschreibung | Akten-Nr.     | Bild           |
| ------------------------------------------------------------------------------------ | ------------------------------------------------------------------------ | --- | ------------- | -------------- |
| Brunnenwiesen; Schondraer Feld (Standort)                                            | Bildstock                                                                | Sockelblock, darauf Postament mit Inschrift und Säule, am Schaft große Blätter, Aufsatz mit Kreuzdach und vier Rundbogennischen, eine mit Muschel, eine mit Rosette und Herz, zwei leer, Sandstein, bezeichnet mit "1722" | D-6-72-138-43 | BW             |
| Hauptstraße (Standort)                                                               | Kilometerstein                                                           | Einer von insgesamt fünf zweiseitig beschrifteten Kilometersteinen an der Straße ST 2790 zwischen Bad Brückenau und Hammelburg, letztes Viertel 19. Jahrhundert                                                           | D-6-72-138-46 | BW             |
| Hauptstraße 6 (Standort)                                                             | Wirtshausschild                                                          | Schmiedeeisen, wohl erste Hälfte 19. Jahrhundert | D-6-72-138-36 | BW             |
| Kapellenstraße ()                                                                    | Kriegerdenkmal für die Gefallenen des Ersten und des Zweiten Weltkrieges | drei Stelen mit Inschriften mit massiver Einfriedung, um/nach 1950 | D-6-72-138-47 |                |
| Kapellenstraße 14 (Standort)                                                         | Kapelle                                                                  | Saalbau mit Satteldach und südlichem Dachreiter, Mauerwerk und Treppenaufgang aus Sandstein, bezeichnet „1795“ | D-6-72-138-38 | BW             |
| Leichtersbach; Aspenmühlbach; Einraffshofer Bach; Esbachstrift; Mühlgrund (Standort) | Bogenbrücke                                                              | Zweibogig, über das Einraffshöfer Wasser, Hausteinmauerwerk mit zu beiden Seiten je zwei Brückenköpfen, am Wappen des Fürstbischofs Adalbert III. von Harstall bezeichnet „1791“                                          | D-6-72-138-39 | weitere Bilder |